# Väinö Voionmaa
Kaarle Väinö Voionmaa (ou Wallin) (12 de fevereiro de 1869 - 24 de maio de 1947) foi um professor finlandês, membro do Parlamento da Finlândia, senador, ministro e chanceler. Ele também foi um dos políticos mais influentes durante os primórdios da independente República da Finlândia.
Voionmaa contribuiu para introduzir perspectivas econômicas e geográficas no estudo da história finlandesa. Ele estou os tempos medievais e o surgimento da sociedade urbana industrial moderna.

## Composições
- Voionmaa, Väinö, Yhteiskunta ja alkoholikysymys. Raittiusjärjestöjen yhteistoimikunta, 1944.
- Voionmaa, Väinö, Tampereen historia. 1932.
- Voionmaa, Väinö, Yhteiskunnallinen alkoholikysymys. WSOY 1925.
- Voionmaa, Väinö, Suomen talousmaantieto. WSOY 1922.
- Voionmaa, Väinö, Valtioelämän perusteet. Edistysseurojen kustannusosakeyhtiö, 1918.
- Voionmaa, Väinö, Suur-Suomen luonnolliset rajat, 1918